# Louis Pierquin
Pour les articles homonymes, voir Pierquin.
Louis Eugène Donat Pierquin, né le 26 septembre 1856 à Charleville, mort le 28 octobre 1928 dans la même ville, est un contrôleur des douanes, puis négociant en vin, mais aussi un poète et un historien. Il fut l'un des proches amis d'Arthur Rimbaud, durant son adolescence, avec Ernest Delahaye et Ernest Millot. Après la mort d'Arthur Rimbaud, il a servi d'intermédiaire entre l'éditeur Léon Vanier et les ayants droit, notamment sa mère Vitalie Rimbaud et sa sœur Isabelle Rimbaud, pour permettre la publication des œuvres du poète. C'est également lui qui a appris à Paul Verlaine la mort d'Arthur Rimbaud. 
Sa propriété, située à Charleville, est devenue un des parcs de Charleville-Mézières.

## Biographie

### L'adolescence
Son père meurt en 1862, lorsqu'il a 6 ans. Sa famille vit modestement. Il rencontre Arthur Rimbaud au collège, et devient l'un de ses meilleurs amis, adolescent, de 1868 à 1879. Arthur Rimbaud et Louis Pierquin sont un jour chassés de la Bibliothèque municipale pour leurs choix de lecture. Ils surnomment Jean Hubert, ce bibliothécaire un peu irascible, « saint HubertCul ». Le poème « Les Assis » écrit en novembre ou décembre 1870 se moquerait de ce Jean Hubert, qui était par ailleurs professeur de rhétorique et historien.
Louis Pierquin est l'un des rares confidents d'Arthur Rimbaud, avec Ernest Delahaye et Ernest Millot, et l'un de ses compagnons dans ses pérégrinations dans les forêts ardennaises, telle la forêt de la Havetière à deux kilomètres de la cité, mais aussi dans les bars de Charleville et des environs. Arthur Rimbaud, Ernest Delahaye et Louis Pierquin aiment ainsi à se retrouver au café Duterme, rue du Petit-Bois.

### Le douanier
Bachelier es lettres en 1875, Louis Pierquin suit une courte formation en droit à Paris. Il assume ensuite la fonction de surveillant à Sedan et Soissons, tout en préparant des concours de l'administration. En 1876, il est reçu premier au concours de surnumérariat de l'administration des Douanes. Il gravit ensuite les échelons sans problème. Il est commis au 1er mars 1878, rédacteur en 1879. Cette même année 1879,  il retrouve pour la dernière fois Arthur Rimbaud, de passage rapide à Charleville, dans un café de la place Ducale.
Le 1er avril 1883, Louis Pierquin est nommé commis principal. Contrôleur adjoint au 1er janvier 1885, il devient contrôleur en novembre 1887, quelques mois après son mariage avec Lucie Mercier, le 21 mars 1887, et peu avant la naissance de son fils. Puis il devient chef des bureaux à la Direction des Douanes au 1er décembre 1889. Par contre, il est nommé à Épinal et non pas à Charleville. Quelques mois plus tard, il démissionne et se lance dans le négoce de vins. Il fonde avec un associé la société Cochart-Pierquin, à Charleville.

### La sauvegarde de l’œuvre d'Arthur Rimbaud
En 1891, il est l'auteur d'un recueil de poèmes, Vieilles lunes (réédité en 1894 sous le titre Vieilles lunes et défroques), mais surtout, c'est lui qui apprend à Paul Verlaine, qu'il connaît depuis vingt ans, la mort d Arthur Rimbaud.. Il rédige également le premier article nécrologique sur Arthur Rimbaud, dans le Courrier des Ardennes daté du dimanche 29 et lundi 30 novembre 1891 (soit une vingtaine de jours après la mort de Rimbaud à Marseille). 
Dans les mois qui suivent, il reste en contact non seulement avec Paul Verlaine mais aussi avec la famille Rimbaud et en particulier avec la sœur du poète, Isabelle. Il éclaire Isabelle sur l'importance de l’œuvre de son frère, même si elle est offusquée par certains poèmes. Il sert d'intermédiaire efficace et discret entre ces ayants droit et l'éditeur parisien Léon Vanier, pour assurer la publication des œuvres de son ancien ami, malgré l'opposition initiale des proches. Il utilise ses propres relations avec la plupart des connaissances de Rimbaud en France pour rassembler le maximum d’œuvres, jouant ainsi un rôle important dans l'édition des Poésies Complètes parue chez Vanier en 1895. C'est encore Louis Pierquin qui doit initialement en écrire la préface. Mais il s'efface devant Verlaine, comprenant bien que le nom de ce dernier peut garantir un accueil plus attentif dans les milieux littéraires parisiens.
En 1901, Louis Pierquin écrit un fascicule titré Le poète Arthur Rimbaud, l'un des premiers ouvrages sur ce poète. Il considère Rimbaud comme « victime d'une prédisposition à chercher toujours l'au-delà ». Avec Ernest Delahaye, il lance également une souscription pour la conception par Paterne Berrichon (Pierre Dufour de son vrai nom, mari d'Isabelle Rimbaud) d'un buste de Rimbaud au square de la gare. En août 1913, il accueille à Charleville l'écrivain Paul Claudel, désireux de rencontrer l'ancien ami de Rimbaud.

### L'historien

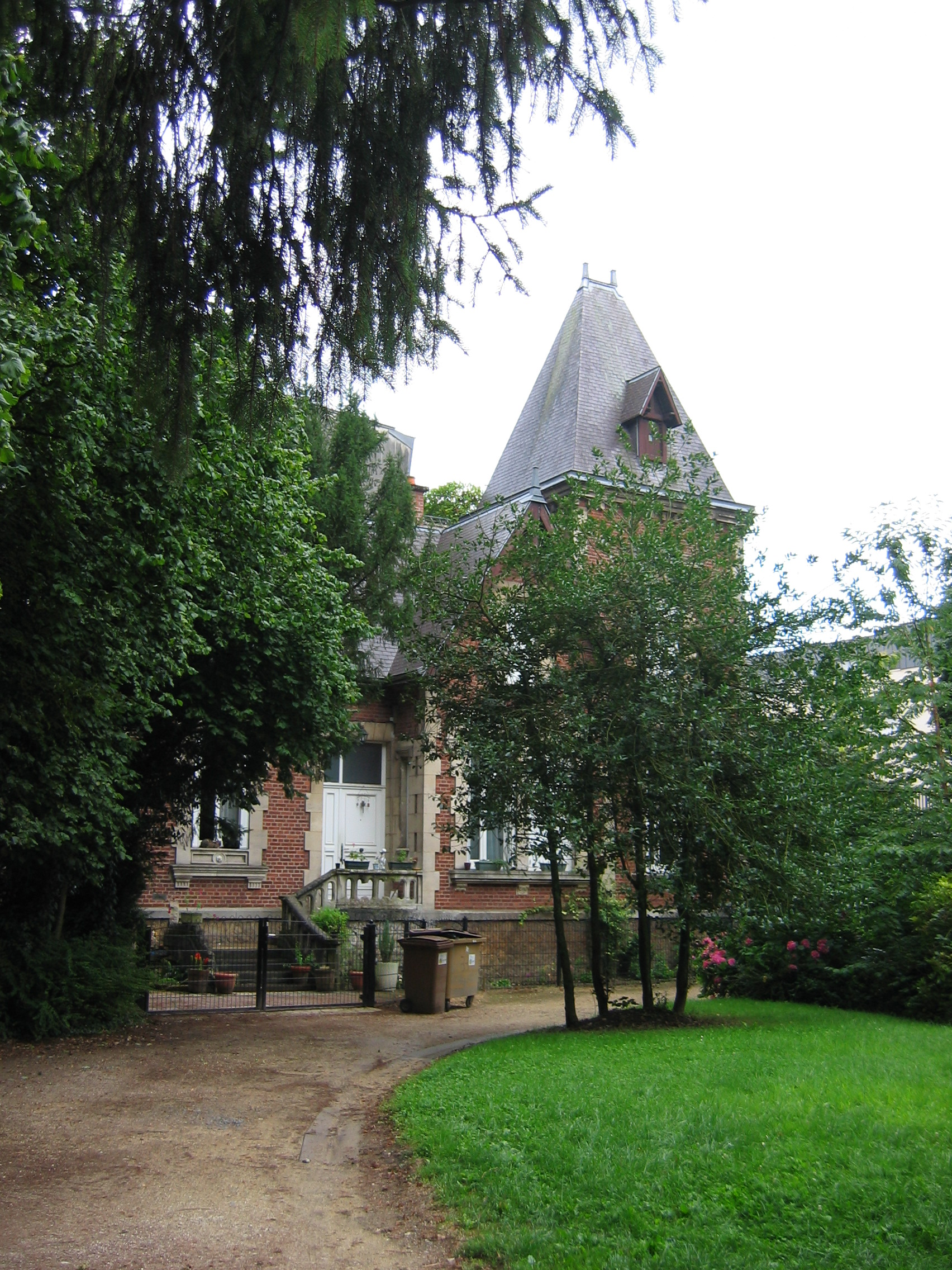
La maison, ou chalet, Pierquin.

De 1901 à 1904, devenu assez riche grâce à l'entreprise de négoce qu'il a fondée, il fait construire un chalet au cœur de Charleville. Il y prend sa retraite en 1904, à l'âge de 48 ans. Il se consacre dès lors à sa passion pour sa région et pour l'histoire. Il écrit sur l'époque gallo-romaine dans les Ardennes, mais aussi sur Jean-Nicolas Pache, ministre de la guerre, puis maire de Paris, pendant la Révolution, mort à Thin-le-Moutier, dans les Ardennes,.
Il refuse la Légion d'honneur. Durant la guerre de 1914-1918, son chalet est pillé par les occupants allemands. Et sa correspondance avec Verlaine et les Rimbaud disparaît. Il meurt à 72 ans en 1928.
En 1984, la ville de Charleville-Mézières fait l'acquisition de son chalet et de la propriété qui la jouxte. Elle l'aménage en un parc ouvert au public auquel elle donne son nom.

## Principales publications
- Vieilles lunes, Imprimerie F. Devin, 1891.
- Vieilles lunes et défroques, Imprimerie F. Devin, A. Anciaux, 1894 (lire en ligne).
- Mémoires sur Pache, ministre de la Guerre en 1792 et maire de Paris sous la Terreur. Sa retraite à Thin-le-Moutier, Éditions Édouard Jolly, 1900.
- Étude archéologique sur la forêt des Pothées, Éditions Lenoir, 1905.